# Tevis Cup

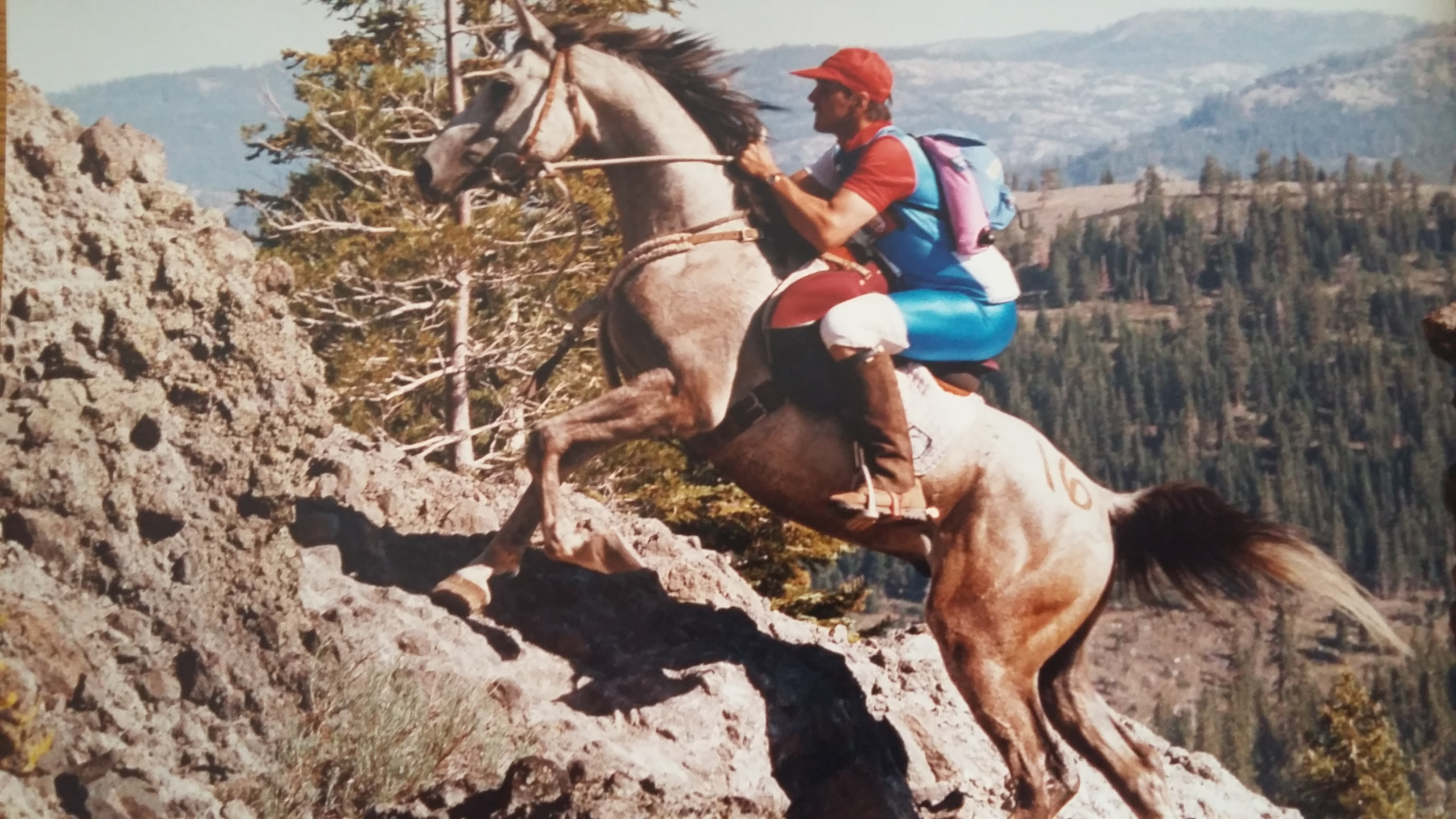
Pascal Marion-Bourgeat beim Tevis Cup 1991

Der Tevis Cup, oder Western States Trail Ride ist ein 100-Meilen-Distanzritt, der seit 1955 jährlich in der Sierra Nevada in Kalifornien ausgetragen wird. Der Ritt wird nach den Regeln der American Endurance Ride Conference (AERC) durchgeführt. Das moderne Distanzreiten hat sich ausgehend vom Tevis Cup entwickelt. Veranstaltet wird der Tevis Cup von der Western States Trail Foundation.

## Allgemeines

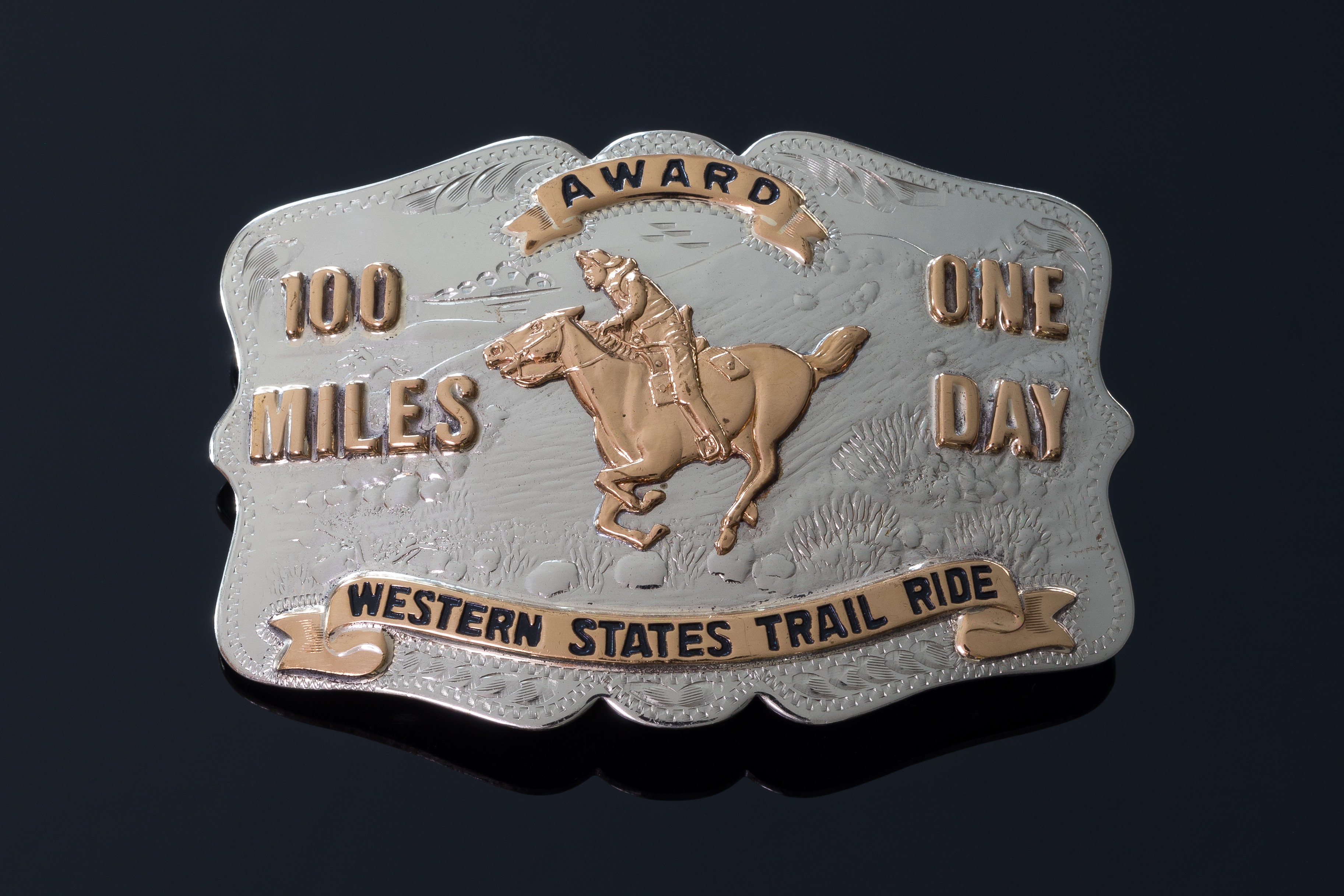
Silberner Completion Award Buckle von Carol Eiselt aus Chico für die erfolgreiche Teilnahme am Tevis Cup des Jahres 1986

Der Ritt findet im Placer County in Kalifornien statt. Im Allgemeinen wird ein Wochenende mit Vollmond im Juli oder August gewählt, damit in der Nacht das Licht des Vollmonds den Ritt möglich macht.
Er wird morgens um 5:15 Uhr im Robie Equestrian Park nahe der Stadt Truckee gestartet. Er verläuft über den Kamm der Sierra Nevada nahe dem Skiort Squaw Valley, verläuft durch das El Dorado County und endet auf der Festwiese in Auburn. Es gibt zwei 60-minütige Zwangspausen mit VetGate. Der erste ist nach knapp 30 Meilen bei Robinson Flat, der andere nach ungefähr 70 Meilen bei Foresthill. Es gibt noch weitere Posten an der Strecke, an denen Veterinäre die Kondition und Fitness der Pferde überprüfen. Auch im Ziel ist ein VetGate. Jedes Pferd, das die 100 Meilen in 24 Stunden absolviert und die Verfassungskontrolle besteht, wird mit einem silbernen Completion Award Buckle ausgezeichnet.
Der 54. Tevis Cup war für den 19. Juli 2008 geplant. Er wurde jedoch wegen der Waldbrände in Südkalifornien kurzfristig auf Samstag, den 1. August 2008 verschoben. 169 Pferde starteten im Robie Equestrian Park. Das Wetter war ungewöhnlich kühl und für die Pferde angenehmer. Von diesem Ritt wurden erstmals Helmkamera-Videos aus dem Sattel ins Internet gestellt und in den sozialen Medien live berichtet. 2009 siegte Sarah Engsberg aus Georgia, USA, mit K-Zar Emmanuel, einem 15-jährigen arabischen Schimmelwallach. 2011 musste der Ritt aufgrund schwerer Schneefälle vom Sommer auf den Oktober verschoben werden.
2014 nahmen an der 59. Austragung des Tevis Cup 9.659 Pferde teil. Davon konnten 5.259 Pferde den Ritt beenden, was einem Anteil von 54 % entspricht. Das älteste Pferd, das den Tevis Cup erfolgreich absolviert hat, war 2014 Hadji Halef Omar im Alter von 22 Jahren, das jüngste Pferd war 1962 Chief im Alter von 6 Jahren.

## Haggin Cup
Seit 1964 geht der „James Ben Ali Haggin Cup“ (kurz „Haggin Cup“) an das Pferd, welches das Ziel in der besten Verfassung erreicht. Die ersten zehn Pferde, die den Ritt erfolgreich absolvieren, dürfen am Sonntag Morgen einem Komitee aus Tierärzten und Vertretern der Western States Trail Foundation vorgestellt werden. Das Pferd mit der besten Verfassung wird ausgewählt. Es wird angenommen, dass bereits die Offiziere der US-amerikanischen Kavallerie sich am Tag nach der Ankunft an einem Zielort jeweils das Pferd mit der besten Kondition aus ihrem Regiment auswählten.
Als erstes Pferd gewann 1964 Keno, geritten von Paige Harper den Haggin Cup. 2014 gewann der 17-jährige arabische Wallach MCM Last Dance, geritten von Barrak Blakeley, als bisher ältestes Pferd den Haggin Cup. Bis 2015 wurde der Haggin Cup 49 Mal vergeben, davon 39 Mal an Wallache, 8 Mal an Stuten und zweimal an Hengste.